# Evenementenbeveiliger
Een evenementenbeveiliger is een beveiliger die zich beroepsmatig bezighoudt met de beveiliging van publieksevenementen.
Sinds het begin van de jaren 90 van de 20e eeuw heeft de evenementenbeveiliging zich als specialisatie binnen de particuliere beveiliging ontwikkeld. De taak van bedrijven die zich hebben gespecialiseerd in evenementenbeveiliging is het in de hand houden van feesten, voetbalwedstrijden en andere evenementen, en zorgen dat ruzies niet uit de hand lopen.
De werkzaamheden alsmede het specifieke soort publiek waarmee een evenementenbeveiliger te maken krijgt is gelieerd aan de diverse evenementen. Zo verschilt het publiek dat houseparty's bezoekt nogal ten opzichte van de bezoekers die een zakelijk evenement, zoals een beurs, bezoeken, en cafébezoekers of voetbalsupporters zijn weer heel ander publiek. Door deze diversiteit van bezoekers wordt van de evenementenbeveiliger verwacht dat hij kennis heeft van uiteenlopende zaken waarmee hij geconfronteerd kan worden.

## Opleiding
In de "Circulaire particuliere beveiligingsorganisaties en recherchebureaus" staat dat personen die beroepsmatig werken in de evenementenbeveiliging de opleiding beveiliger moeten hebben met aparte modules voor evenementenbeveiliging. Deze opleiding ligt op MBO 2-niveau, en houdt zich onder meer bezig met bekendheid met diverse veiligheidsaspecten: zoals calamiteitenplannen, conflicthantering, toegangscontrole, podiumbewaking en persoonsbegeleiding en -beveiliging. Daarnaast dient een evenementenbeveiliger over de nodige specifieke communicatieve vaardigheden beschikken, het directe contact met bezoekende gasten is ten slotte van cruciaal belang.

## Subspecialismen
Binnen het beroep van evenementenbeveiliger kent men nog een aantal subspecialismen, beter bekend van de functieopleidingen, zoals daar zijn:
- horecaportier
- voetbalsteward

### event security officer
Een event security officer (ESO) is een beveiligingsmedewerker die assisteert bij de beveiliging van publieksevenementen. Zoals beschreven in de Circulaire particuliere beveiligingsorganisaties en recherchebureaus mag dit uitsluitend in nevenfunctie gebeuren.
Sinds het begin van de jaren 90 van de 20e eeuw heeft zich binnen de particuliere beveiliging een specialisatie, evenementenbeveiliging, ontwikkeld. De taak van bedrijven die zich hebben gespecialiseerd in evenementenbeveiliging is het in de hand houden van feesten en andere evenementen, en zorgen dat ruzies niet uit de hand lopen. De werkzaamheden alsmede het specifieke soort publiek waarmee een ESO te maken krijgt is gelieerd aan de diverse evenementen. De evenementenbeveiliger moet daarom beschikken over specifieke kennis en vaardigheden ten aanzien van het beveiligen van publieksevenementen.

### Opleiding
In samenwerking met het ECABO en de SVPB ontwikkelde de SOEB (Opleidingsfonds van de VBE, de Vereniging van Beveiligingsorganisaties voor Evenementen) de nieuwe functie-opleiding ESO. Deze opleiding bestaat uit een theoriedeel en een praktijkdeel. De theorie bevat drie modules over de volgende onderwerpen:
- Veiligheidsnetwerk 2  (is komen te vervallen)
- Werken binnen wettelijke kaders 2  (module uit Beveiliger 2)
- Event security.

De module event security behandelt specifiek de evenementenbeveiliging en alle daarbij behorende aspecten. Het geheel wordt getoetst door de SVPB. Na het behalen van de theoretische toetsen kan men de hieraan verbonden praktijkopleiding voor kandidaat-ESO volgen. Deze praktijkopleiding dient te worden gevolgd in een erkend ESO-leerbedrijf. De kandidaat-ESO mag pas aan de praktijk beginnen na het behalen van het voornoemde theorie examen. Nadat de kandidaat zowel de theorie als de praktijk succesvol doorlopen heeft, kan hij of zij in het bezit komen van het certificaat Event Security Officer.

### Legitimering
Net als bij de horecaportier en de voetbalsteward is toestemming van het ministerie van Justitie nodig om als ESO te mogen werken. Als de toestemming verleend is, ontvangt de ESO het blauwe legitimatiebewijs.
Blauwe legitimatiebewijzen worden verstrekt aan beveiligers die zijn beperkt in de aard van de te verrichten beveiligingswerkzaamheden. Met het ESO-certificaat mag de Event security officer uitsluitend niet beroepsmatig op publieksevenementen werken.